# Njemačka vojna uprava u okupiranoj Francuskoj
Njemačka vojna uprava u okupiranoj Francuskoj (njem.: Militärverwaltung in Frankreich) je privremena vojna uprava koju je uspostavio Treći Reich u Drugom svjetskom ratu radi upravljanja okupiranim dijelovima sjeverne i zapadne Francuske. Izvorno je vojna prava obuhvaćala samo zone occupée (sjever i zapad zemlje), no u studenomu 1942.  preimenovana je u zone nord kako bi se razlikovala od zone sud, koja je obuhvaćala dotad neokupiranu, ali Reichu odanu zone libre tj. područje buduće Višijske Francuske. 
Funkcioniranje vojne uprave djelomično se temeljilo na uvjetima Drugoga primirja u Compiègneu, nakon iznenađujućega uspjeha Wehrmachta koji je doveo do pada Francuske. Naime, obje strane vjerovale su u privremenost trajanja okupacije, do postizanja dogovora s Ujedinjenim Kraljevstvom, što se smatralo očekivanim. Jedan od primjera tako olako shvaćene okupacije bila je i odredba prema kojoj su francuski vojnici imali status ratnih zarobljenika do prekida svih neprijateljstava. 
Vojnom upravom službeno je dokinuta Treća Francuska Republika, koju je službeno naslijedila Višijska Francuska, Reichu odana neutralna država koja je upravljala neokupiranim dijelom Francuske (zone libre). Kako je Pariz potpao pod zone occupée (iako je službeno ostao glavnim gradom), sjedište vlade premješteno je u gradić Vichy. 
Iako je Višijska vlada nominalno upravljala cijelom Francuskom, vojna uprava u okupiranom dijelu zemlje bila je, de facto, pod Trećim Reichom. U studenomu 1942., vojna uprava je sa zone occupée proširena i na zone libre u sklopu Operacije »Anton«, što je bio njemačko-talijanski odgovor na savezničku Operaciju »Baklja«. Višijska Francuska nastavila je postojati, no svedena tek na status marionetske tvorevine. 
Vojna uprava u Francuskoj dokinuta je oslobođenjem Francuske, nedugo nakon savezničkih iskrcavanja u Normandiji i Provansi. Službeno je postojala od svibnja 1940. do prosinca 1944. godine, iako je već na ljeto 1944. većina Francuske bila oslobođena. 